# 萨尔特河畔帕尔塞
萨尔特河畔帕尔塞（法語：Parcé-sur-Sarthe，法語發音：[paʁse syʁ saʁt]）是法国萨尔特省的一个市镇，属于拉弗莱什区。

## 地理
萨尔特河畔帕尔塞（47°50'37"N, 0°12'5"W）面积40.58 平方千米，位于法国卢瓦尔河地区大区萨尔特省，该省份为法国西北部内陆省份，北起顺时针与奥恩省、厄尔-卢瓦省、卢瓦-谢尔省、安德尔-卢瓦尔省、曼恩-卢瓦尔省和马耶讷省接壤，是法国大西部的入口，连接卢瓦尔河谷、布列塔尼和巴黎盆地。
与萨尔特河畔帕尔塞接壤的市镇（或旧市镇、城区）包括：阿瓦斯、索莱姆、维永、阿尔特泽、勒巴约勒、迪雷伊、卢阿耶、萨尔特河畔马利科讷。

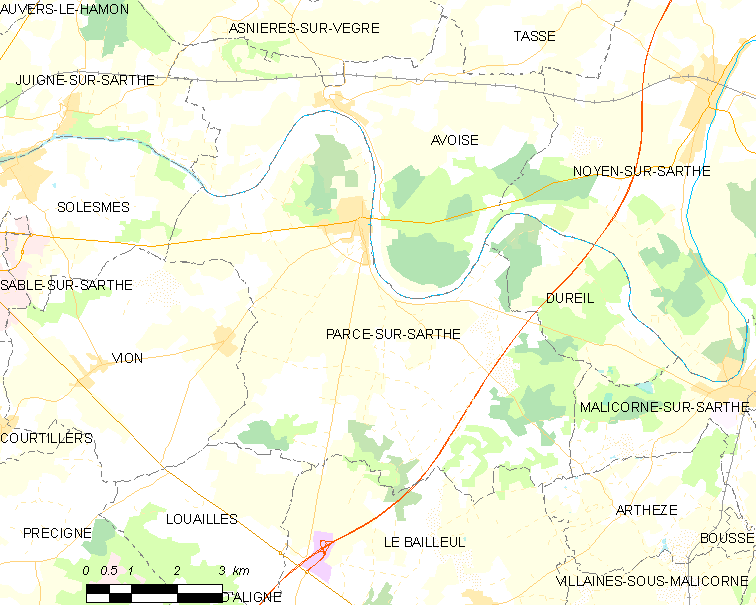
萨尔特河畔帕尔塞的OSM定位图

萨尔特河畔帕尔塞的时区为UTC+01:00、UTC+02:00（夏令时）。

## 行政
萨尔特河畔帕尔塞的邮政编码为72300，INSEE市镇编码为72228。

## 政治
萨尔特河畔帕尔塞所属的省级选区为萨尔特河畔萨布莱县。

## 人口

1962-2008年间萨尔特河畔帕尔塞人口变化图示

萨尔特河畔帕尔塞于2022年1月1日时的人口数量为1998人。